# MXR
MXR was een populaire effectenpedalenbouwer voor de elektrische gitaar. Het bedrijf werd begin jaren 70 gesticht in New York. Hun bekendste pedalen zijn de Phase 90 en de Distortion Plus.

## Geschiedenis
Keith Barr, Michael Laiacona en Terry Sherwood richtten MXR op in 1972. Het allereerste pedaal dat ze verkochten was de legendarische Phase 90, een phaseshifter. De Phase 90 is bekend geworden dankzij Eddie Van Halen. Andere pedalen, waaronder de bekende Dyna Comp volgden later.
In 1983 kwam een van de eerste multi-effectors in rackformaat uit: de Omni. Deze had zes verschillende effectenaan boord. In de jaren daarop ging het niet goed met MXR. Door het leveren van slechte kwaliteit en door de grote concurrentie van Japanse effectenbouwers ging het bedrijf over de kop in 1984. Keith Barr zou later helpen Alesis Electronics van de grond te doen komen.
Dunlop Manufacturing, het bedrijf van wijlen Jim Dunlop is nu in het bezit van de licentierechten van MXR. Zij brachten door de jaren heen de originele pedalen terug uit, zogenaamde reissues. Naar artiesten werden ook pedalen genoemd, zoals de EVH Phase 90. Ook bouwden ze voort op de originelen, waardoor enkele nieuwe ontwerpen op de markt verschenen. De pedalen voldoen aan de eisen van de moderne gitarist.

## Pedalen
- 6 Band Graphic Equalizer
- Phase 90: phaseshifter
- Dyna Comp: compressor
- Blue Box: distortion en octaven
- Distortion+
- Flanger
- Phase 45
- Phase 100
- Stereo Chorus
- Micro Amp
- Carbon Copy
- Custom Badass '78 Distortion
- Fullbore® Metal
- Bass Envelope Filter
- Classic 108 Fuzz
- GT-OD Overdrive
- Auto Q Envelope Filter
- Micro Flanger
- 10-Band Graphic EQ